# Piotr Janas
Piotr Janas (ur. 1970) – polski artysta malarz.
Uczył się malarstwa u prof. Jerzego Tchórzewskiego na warszawskiej ASP. Mieszka i pracuje w Warszawie. Współpracuje z Fundacją Galerii Foksal.
Nawiązuje do tradycji polskiego malarstwa powojennego lat 60. i 70. W pracach Janasa oprócz wpływów surrealistycznych, widoczne jest nawiązanie do strukturalizmu.

## Wystawy
- 2006 Infinite Painting – Contemporary Painting and Global Realism, Villa Manin. Centro d'arte contemporanea, Codroipo
- 2005 Piotr Janas. Przygody, wyst. ind. FGF Warszawa; Piotr Janas, wyst. ind. Galerie Giti Nourbakhsch, Berlin;
- 2004 Flesh at War with Enigma, David – Davis – Göthe – Hernandez – Janas – Szapocznikow, Kunsthalle Basel; Piotr Janas wyst. ind. Galerie Giti Nourbakhsch, Berlin; Piotr Janas & Tommy White, Wrong Gallery, NY;
- 2003 Bujnowski, Elsner, Graham, Janas, Lulicm Merts, van Oven, Rogalski, Johnen & Schöttle, Cologne; Dreams and Conflicts: The Dictatorship of the Viewer, La Biennale di Venezia, Venice; Paweł Janas, wyst. ind. FGF Warszawa; Paweł Janas, wyst. ind. Transmission Gallery, Glasgow;
- 2001 Zawody malarskie, Galeria Bielska BWA, Bielsko-Biała; Minus, Galeria Promocyjna, Warszawa;
- 1999 Big Movement, z M. Sawickim, różne lokalizacje, Warszawa;
- 1998 Paweł Janas, Galeria Rotunda, Warszawa.